# Gargazon-Formation

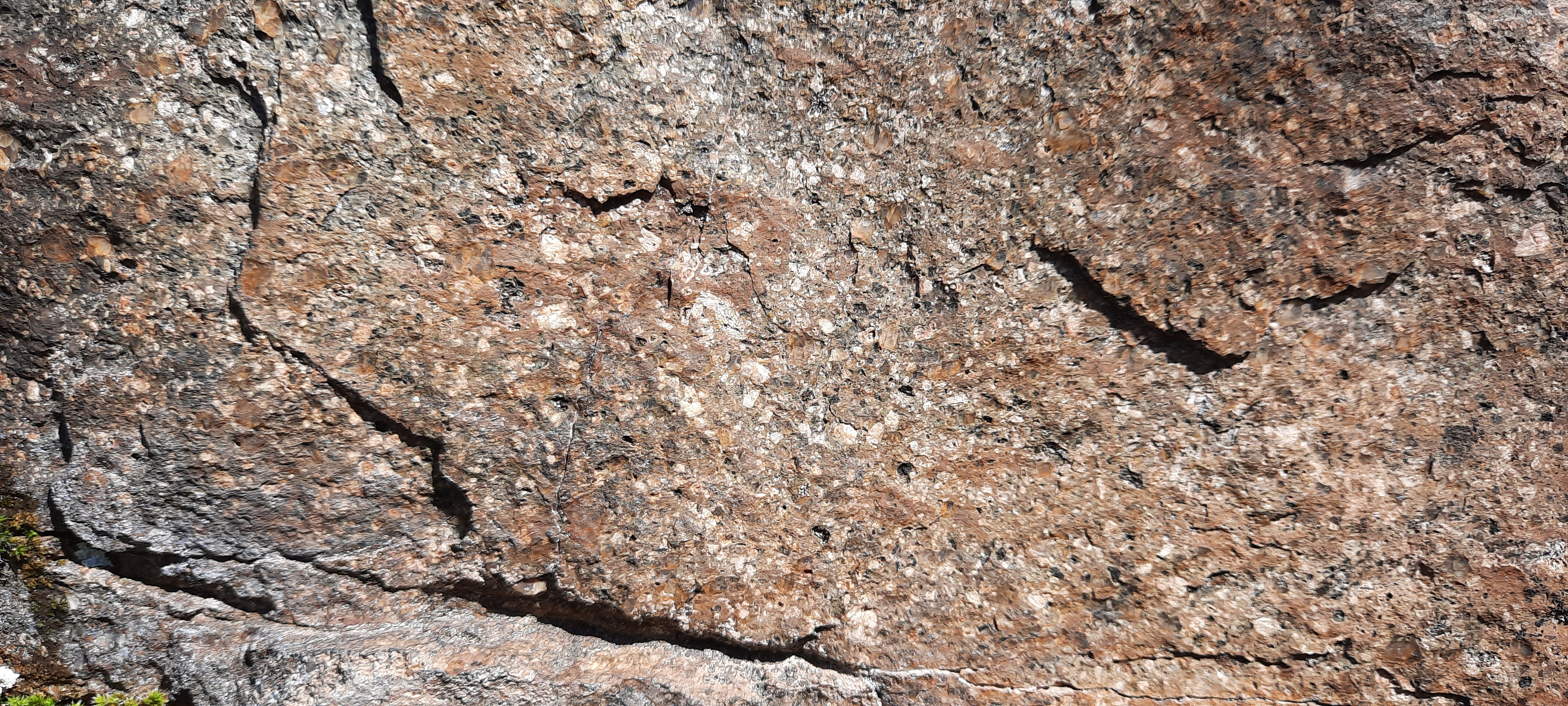
Struktur der Gargazon-Formation an einem angeschlagenen Handstück. Weiß sind die Plagioklase, durchscheinend grau Quarze und kleine schwarze Flecken sind Biotite oder Pyroxene. Breite des Bildes / Handstücks: circa 20 cm

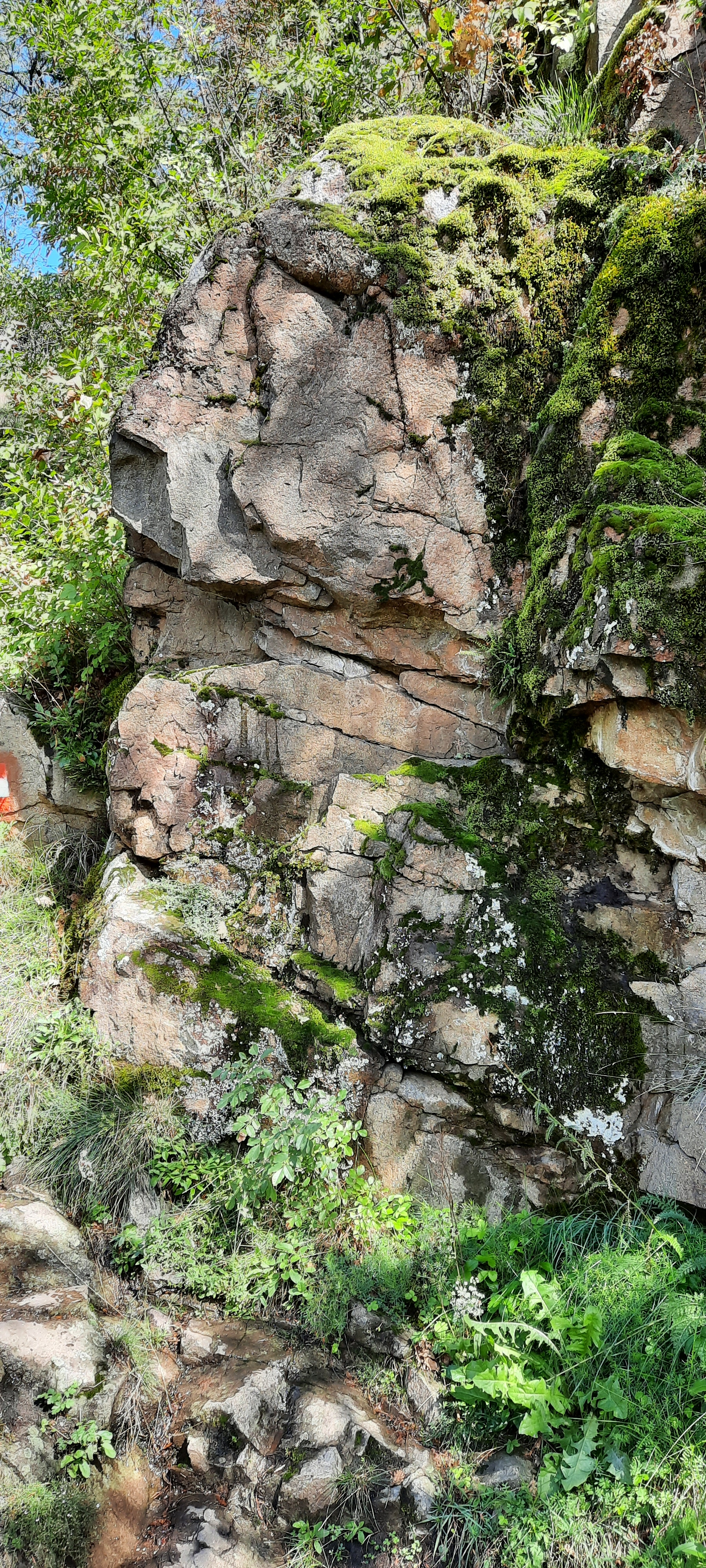
Aufschluss der Gargazon-Formation bei Naraun, am Westhang des Etschtals. Typisch für felsische Vulkanite und Pyroklastite ist die rot-braune Verwitterungsfarbe.

Die Gargazon-Formation (italienisch Formazione di Gargazzone) ist eine bis zu 800 Meter mächtige Formation in den Südalpen innerhalb der Etschtaler Vulkanit-Gruppe. Sie besteht hauptsächlich aus Ablagerungen von pyroklastischen Strömen.
Die Formation ist nach der Gemeinde Gargazon südlich von Meran benannt und entstand in der Zeit des Perm am Ende einer etwa zehn Millionen Jahre währenden vulkanischen Periode.

## Beschreibung
Die Gargazon-Formation besteht aus Ignimbriten und ist bis zu 800 Meter mächtig. Das Gestein besitzt keine Korngrößen-Sortierung und setzt sich besonders aus rhyodazitischen Lapilli-Tuffen und kristalliner Asche zusammen. Das Material wurde im unteren bis mittleren Perm bei der Entstehung einer Caldera ausgestoßen. Die Formation wurde auf 276,5±1,1 Millionen Jahre datiert.
Während der untere Teil der Fazies durch fast senkrechte Brüche in regelmäßige Platten von bis zu 30 cm Breite geteilt ist, ist der obere Teil einheitlicher und fester. Kurz vor der Eruption waren Teile der Magma vermutlich schon teilweise auskristallisiert, weshalb sich im Gestein viel Plagioklas-, Quarz- und veränderte Biotit- oder Pyroxenkristalle befinden. Die hohe Masse an eruptiertem Material (Masse der Gargazon-Formation) und der hohe Anteil an Kristallen (40–60 %) sind typisch für Eruptionen, die eine Caldera formen.
Durch oberflächliches Herauswittern erzeugen die Ignimbrite der Gargazon-Formation ein löchriges mit Gasblasen vergleichbares Aussehen.

## Verbreitung
Die Gesteine der Gargazon-Formation finden sich besonders an den Talhängen des nördlichen Etschtals, zwischen Meran und Bozen, wobei sie an der Ostseite des Tals weiträumiger auftreten als an der Westseite. Zudem gibt es eine große Lage nördlich des Lago di Santa Giustina an der Südseite der Laugenspitze. Des Weiteren tritt die Formation auch oberhalb des östlichen Talhangs, im Sarntal sowie nordöstlich von Trient im Cembratal und östlich davon auf.